# Християнско богословие
Богословието (или теология) на християнството обхваща съвкупността от учения на различните християнски вероизповедания, занимаващи се с изучаване на Бог, религията и религиозните вярвания.
Християнската теология и концепциите на ученията, които тя покрива, са доминиращи в теологичната мисъл на Западния свят.